# Raphael Botti
Raphael José Botti Zacarias Sena, conosciuto come Botti (Juiz de Fora, 23 febbraio 1981), è un ex calciatore brasiliano, di ruolo centrocampista.

## Carriera
Ha iniziato la carriera agonistica nel Vasco da Gama, club che lasciò nel 2002 per trasferirsi in Corea del Sud, al Jeonbuk. Con il sodalizio di Jeonju vinse la AFC Champions League 2006.
Nel 2007 si trasferisce in Giappone, al Vissel Kobe. Con il sodalizio di Kōbe giocherà sino al 2011, prima di tornare in patria per giocare con il Figueirense. Nel 2014 si è trasferito in Thailandia all'Army Utd, società nella quale chiuderà la carriera agonistica nel 2016.

## Palmarès

### Club

#### Competizioni internazionali
- AFC Champions League: 1

Jeonbuk: 2006